# Plan de Truschet et Hoyau
Le plan de Truschet et Hoyau, publié au milieu du XVIe siècle, est connu à un seul exemplaire. Ce plan de Paris est également connu sous le nom de « plan de Bâle », lieu de sa découverte.

## Historique

### Découverte
Ce plan fut découvert, ou plutôt retrouvé, à Bâle, en 1874 par Louis Sieber, bibliothécaire de l’université. Il faisait partie des collections de la bibliothèque des Amerbach, dynastie d’imprimeurs et de savants bâlois, acquises en 1661 par l’université de cette ville. C’est, avec le plan de la Tapisserie, le plus rare du XVIe siècle, car il n’est connu qu'à un exemplaire.
Il a été publié en 1877 sous le titre de : 
« Plan de Paris sous le règne de Henri II, par Olivier Truschet et Germain Hoyau. Reproduit en fac-simile, d’après l’exemplaire unique de la bibliothèque de Bâle, par M. F. Hosffbauër, sous la direction de MM. Louis Sieber, bibliothécaire de l’Université de Bâle, et Jules Cousin bibliothécaire de la ville de Paris. »
Ce seul exemplaire connu à ce jour (2014) se trouve toujours à la bibliothèque universitaire de Bâle.

### Réalisation
Ce plan est une commande datée de 1553 d'un certain Corrozet adressée à deux artistes de la rue Montorgueil de Paris, le dessinateur Olivier Truschet et le graveur Germain Hoyau qui s'étaient associés pour réaliser des images de grand format à suspendre.
Le plan de Truschet et Hoyau est une gravure sur bois, technique pratiquée et bien maîtrisée depuis plus d'un siècle en Europe. Cette technique qui a permis de produire en grande quantité images pieuses et cartes à jouer, a également permis d'éditer plans et représentations de villes au début de la seconde moitié du XVIe siècle.

### Filiation
D’après Alfred Franklin, ancien administrateur de la bibliothèque Mazarine, le plan de Truschet et Hoyau, publié en 1553, serait la copie la plus ancienne du grand plan officiel levé sous Henri II : 
« Suivant une hypothèse très-vraisemblable, le plan de Truschet et Hoyau serait la copie, plus ou moins modifiée dans les détails, du grand plan officiel levé sous Henri II, en vertu de l’édit du 8 septembre 1550. On ne possède, d’ailleurs, aucun exemplaire de ce plan, qui a sans doute aussi servi de type aux plans de Ducerceau et de Belleforest. Celui de Truschet et Hoyau est le plus ancien, et l’on peut affirmer qu’il a été dressé entre 1550 et 1552. ».
Pour les historiens contemporains, il s'agirait plutôt d'une copie d'un grand plan levé entre 1520 et 1530 et réactualisé jusque dans les années 1550 :
« Les historiens ont patiemment reconstitué la généalogie de ces plans (ndlr : plan de Munster, de Saint-Victor, de Truschet et Hoyau, ...), et sont arrivés à la conclusion qu’il s’agissait d’une famille. À l’origine se trouverait un ancêtre commun : un grand levé manuscrit de quatre mètres sur six, effectué par un atelier de « topographes » avant la lettre, entre 1520 et 1530, et mis à jour par le même atelier jusqu’en 1550. ».
Jean Dérens précise même qu'il dériverait d’une copie réduite, perdue, du grand plan manuscrit levé entre 1523 et 1530.

## Datation de la représentation
Quoi qu'il en soit, en dépit des divergences affichées sur les modèles possibles de ce plan, tous les auteurs s'entendent pour reconnaître que cette carte représente le Paris des années 1550-1552. Cette datation ne pose en effet pas trop de problèmes dans la mesure où elle se justifie par les nombreux détails historiquement datés figurant ou pas sur ce document.
L’enceinte de Philippe-Auguste, sur la rive droite, abattue entre 1529 et 1535, a disparu ainsi que la tour de Billy détruite par une explosion en juillet 1538. Le Louvre conserve son architecture médiévale, avec créneaux et donjon central. De nouveaux éléments apparaissent tels le pont Saint-Michel avec sa récente double rangée de maisons (1547) ou le nouvel arsenal royal (1549) et un certain nombre de bâtiments, notamment les portes de Nesle et de Bussy, achevés en 1550, y sont représentés. D'autres éléments comme l’absence du grand fossé bastionné de l’Arsenal à la Bastille commencé en 1552 et l'ouverture de la rue Neuve-Saint-Paul, appelée aujourd'hui rue Charles-V, réalisée la même année, permettent d'être plus précis et de dater finalement le Paris représenté par ce plan de cette année 1552. 

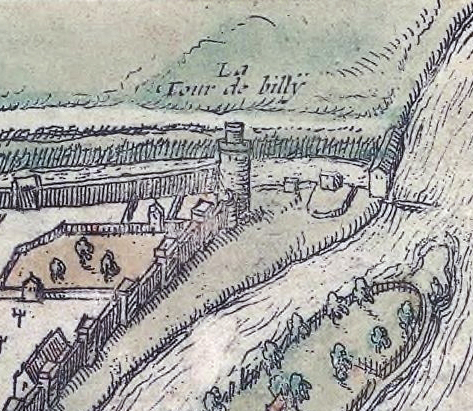
Tour de Billy en 1530.
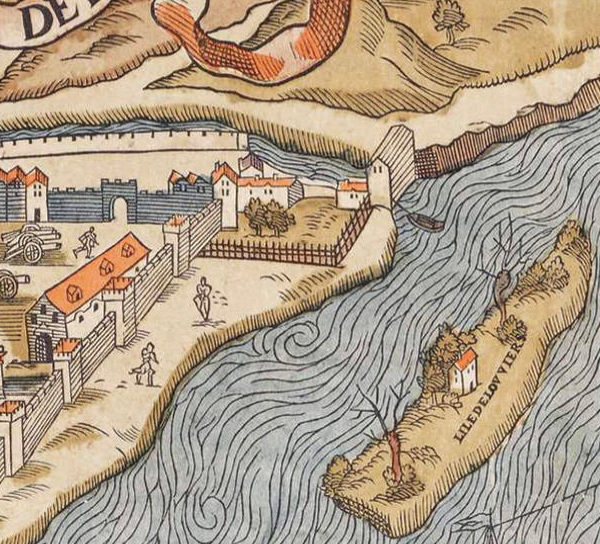
En 1550 la tour, à la suite de son explosion de 1538, a disparu.

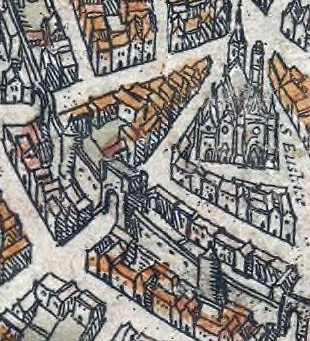
L'enceinte de Philippe Auguste au niveau de la rue du Jour vers 1530.
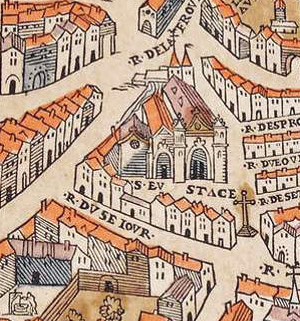
En 1550, l'enceinte de Philippe-Auguste a disparu.

## Description
Ce plan se présente sous la forme de huit feuillets qui, assemblés, composent une carte Paris de 1,33 m de largeur sur 0,96 m de hauteur. Aux quatre angles figurent les quatre vents, en haut et à gauche, les armes de France et en haut et à droite celles de Paris. La présence des armes d’Henri II, trois croissants entrelacés, confirme que ce plan a bien été dressé sous le règne de ce roi (1547-1559).
Comme tous les autres plans de Paris du XVIe siècle, le plan de Truschet et Hoyau est orienté Est-Ouest, avec le Nord à gauche ; il représente la cité à une échelle d’environ 1/4.500e.
Outre la ville même, ce plan montre un champ élargi qui va du moulin des Gobelins au sud (droite du plan) jusqu’au gibet de Montfaucon au nord (gauche du plan). A l’est (haut) et à l’ouest (bas), sous une perspective approximative fort raccourcie, on aperçoit plusieurs villages et hameaux, notamment Montreuil, Vincennes, Bercy d’un côté et Chaillot et Auteuil de l’autre.

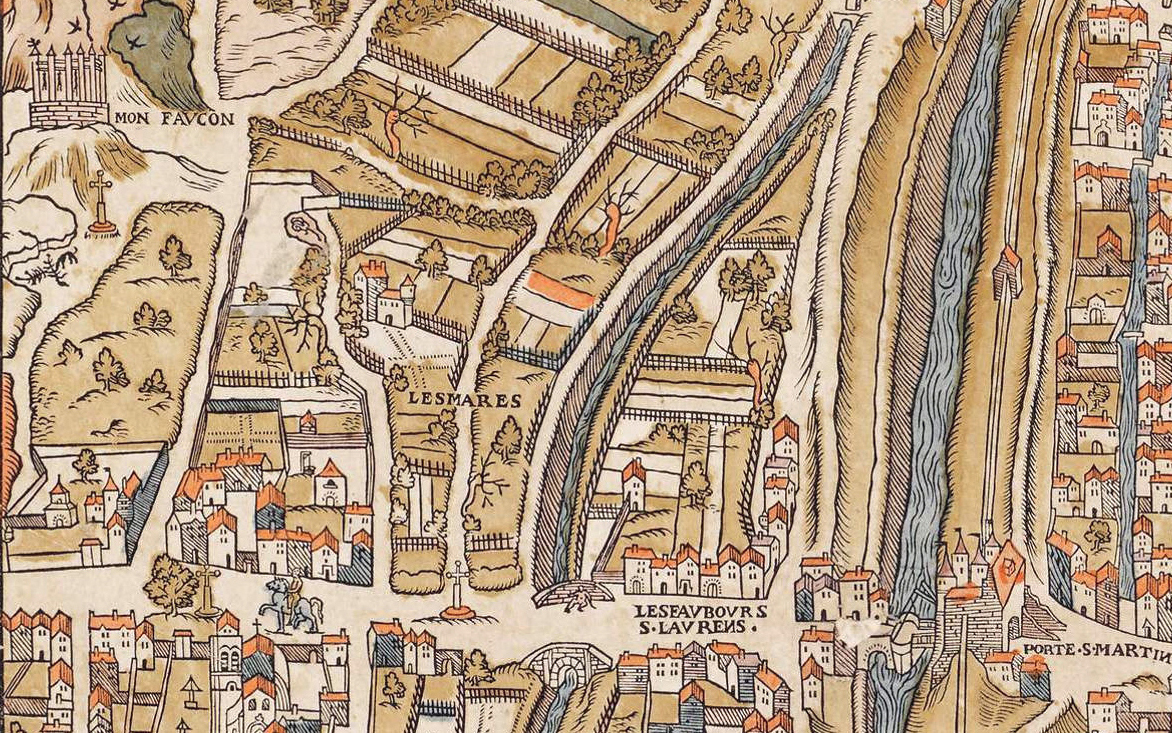
Gibet de Montfaucon (MON FAVCON)
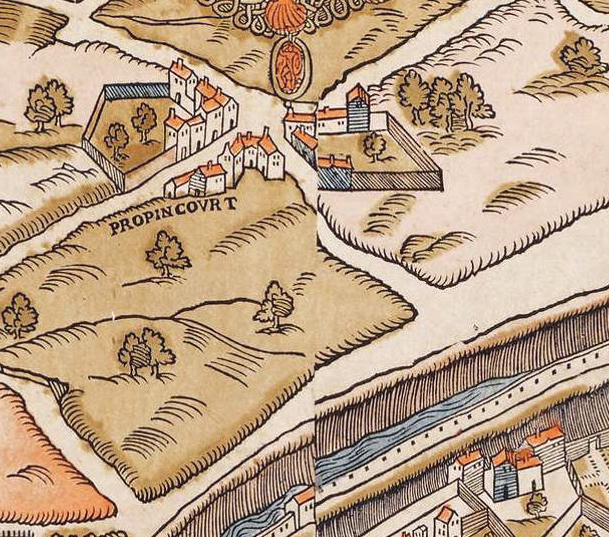
Hameau Popincourt (écrit PROPINCOVRT)
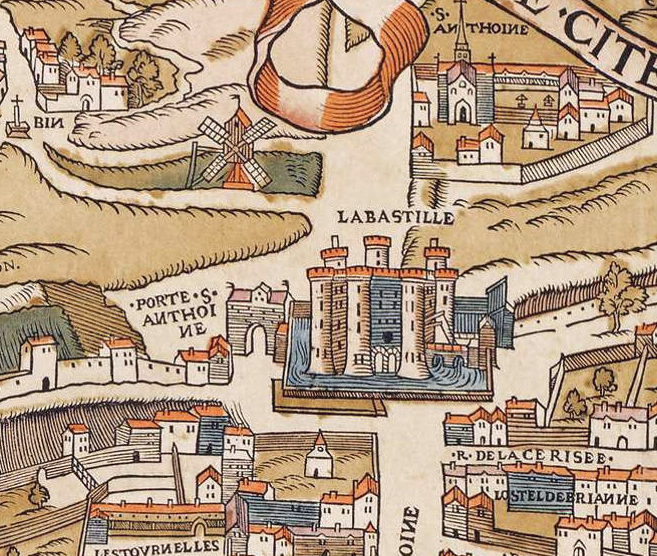
Abbaye Saint-Antoine